# Christoph Rheineck

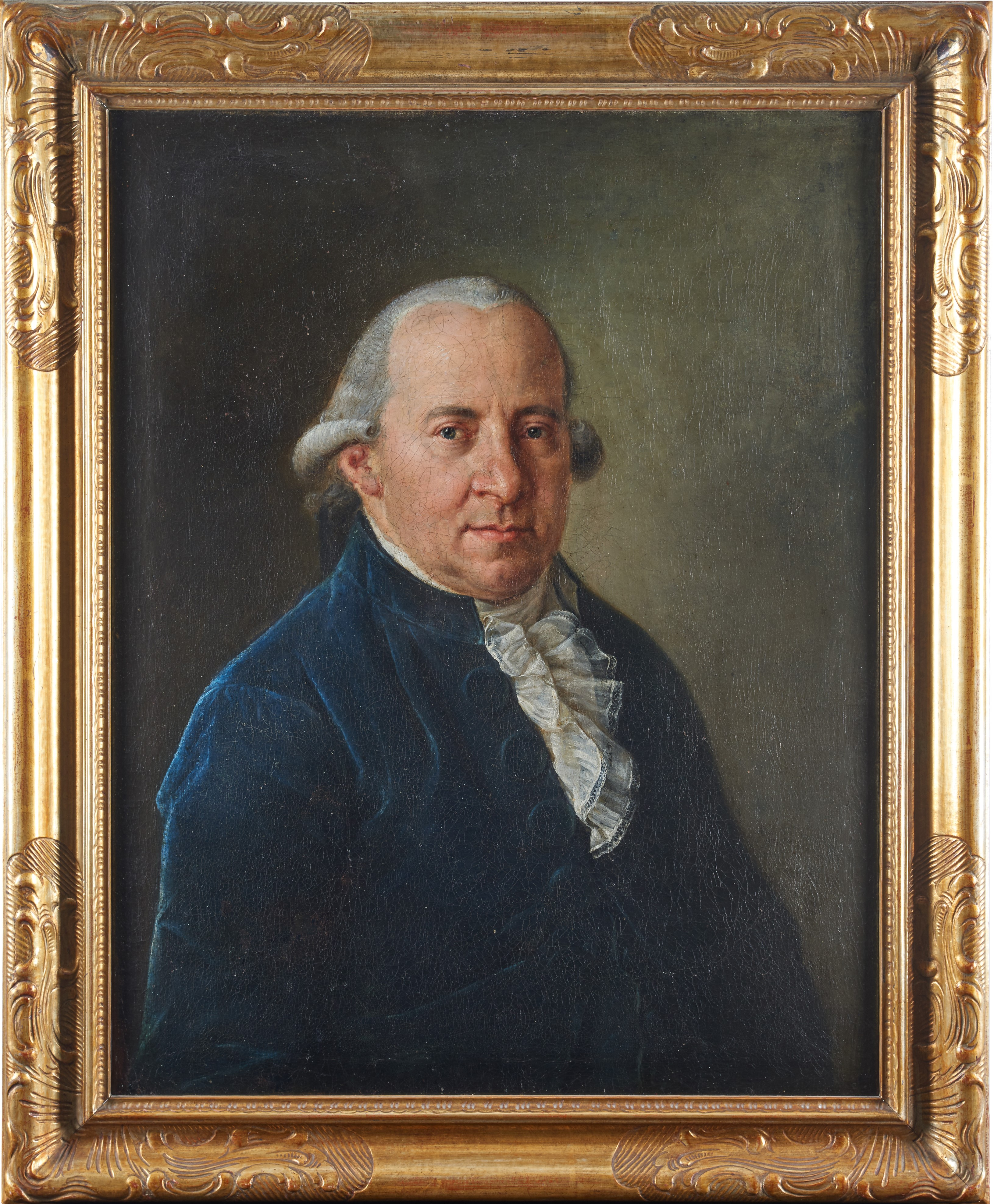
Christoph Rheineck (Ölbild)

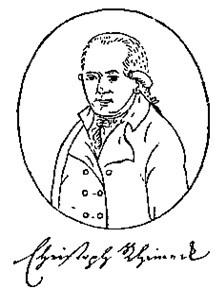
Christoph Rheineck (Federzeichnung)

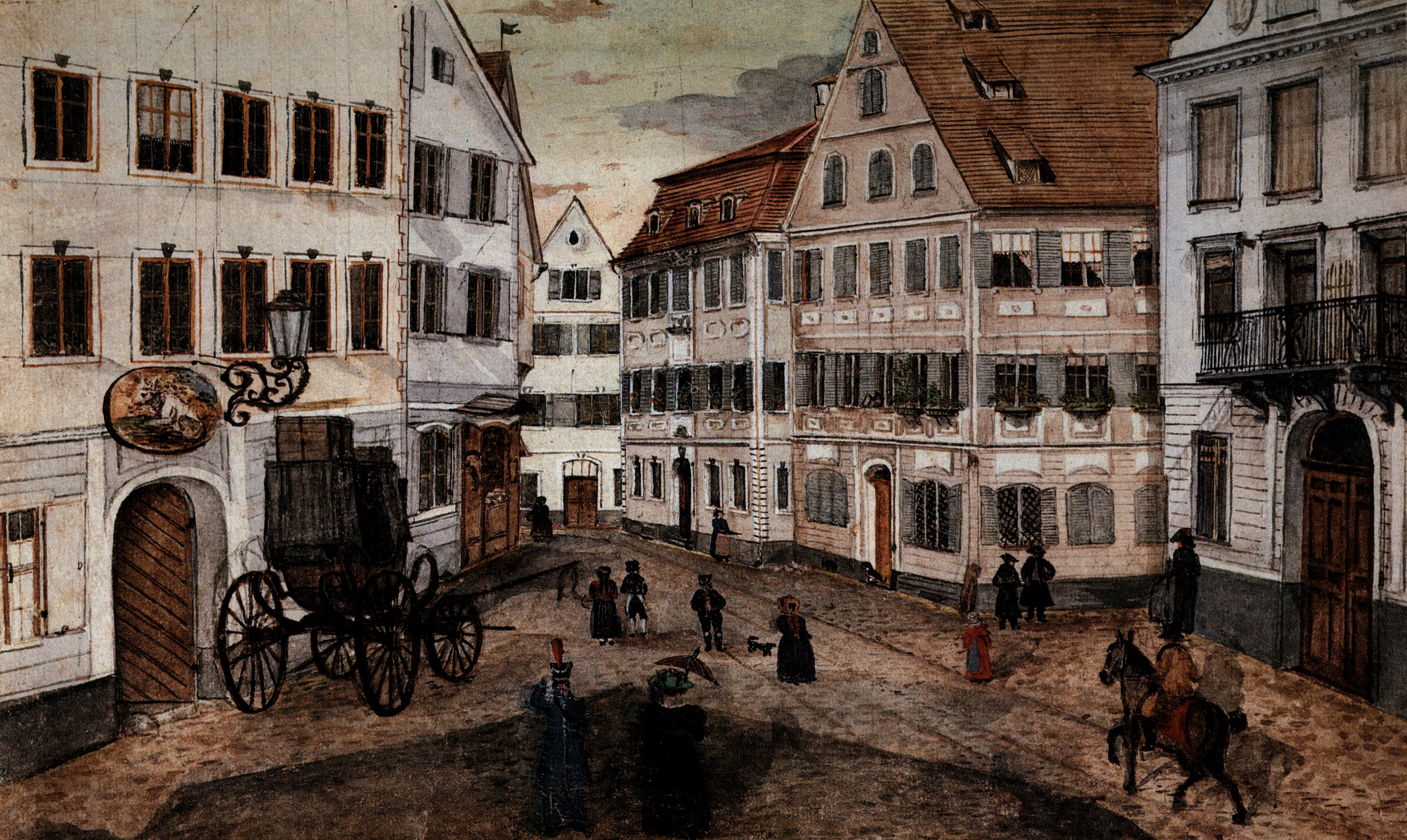
Gasthof zum weissen Ochsen (Aquarell, um 1820)

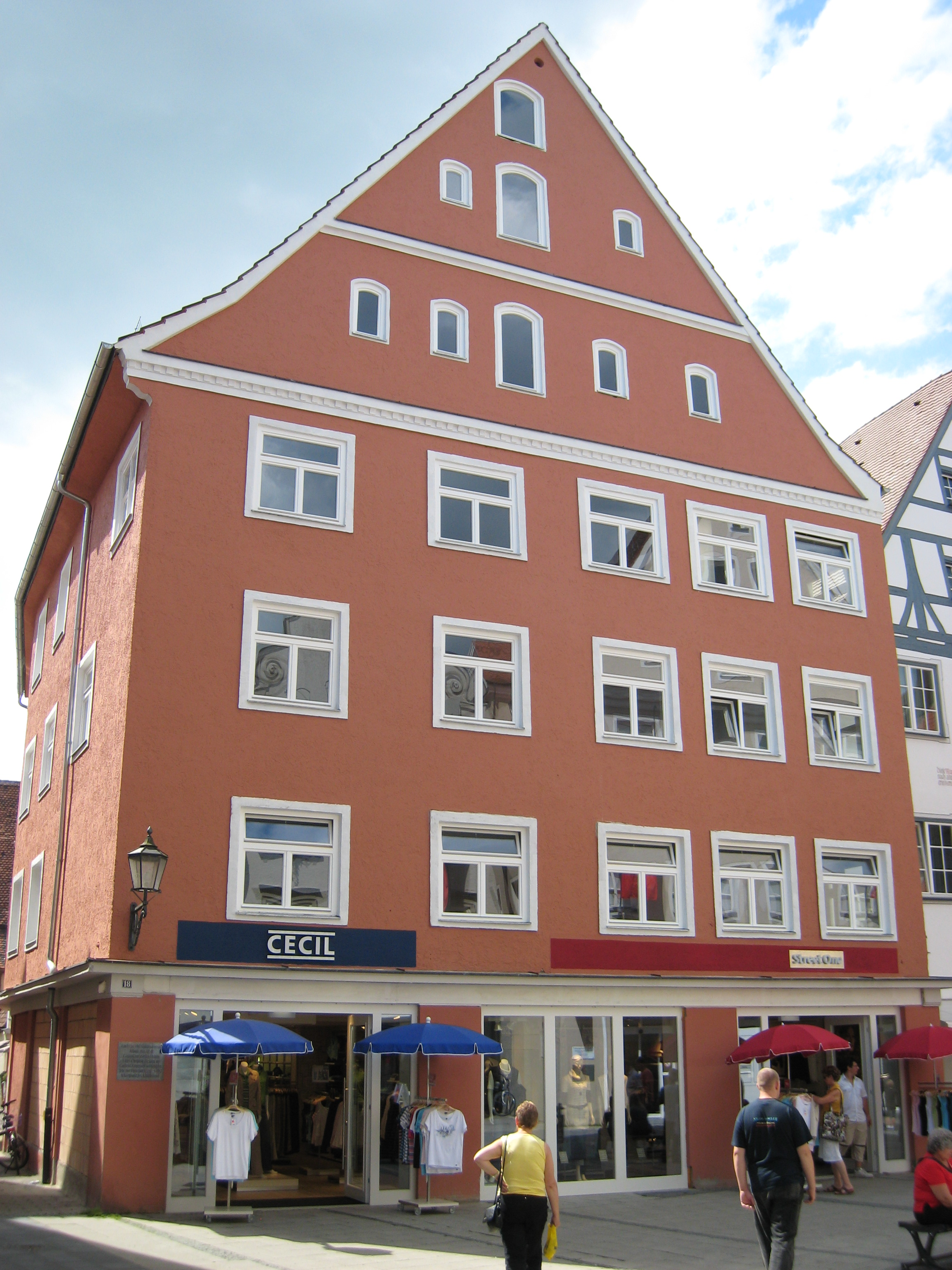
Kramerstraße 18, Memmingen

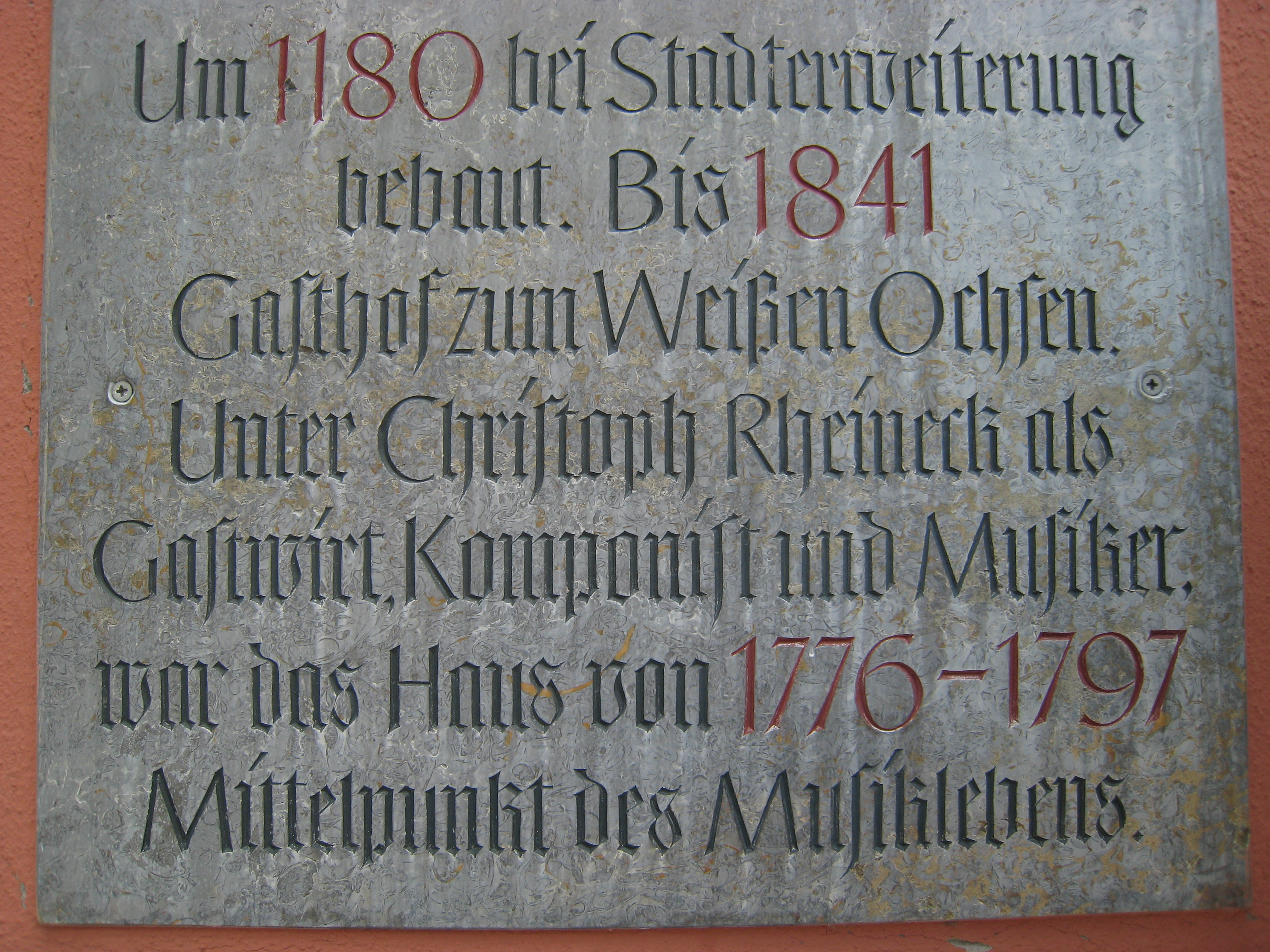
Gedenktafel für Christoph Rheineck

Christoph Rheineck (* 1. November 1748 in Memmingen; † 29. Juli 1797 ebenda) war ein deutscher Komponist, Sänger, Instrumentalist und Gastwirt.

## Leben

### Herkunft
Der Name Rheineck, der sich im 18. Jh. in verschiedener Schreibweise findet (Reinegg, Rheinegg, Reinigg, Reinek, Reinekh, am meisten Rheinek und Rheineck) ist ursprünglich ein Ortsname, der die Stelle bezeichnet, wo der Rhein in den Bodensee fließt. Dort liegt der Ort Rheineck. Von diesem Ortsnamen leitet sich der Familienname der Rheineck ab. Bereits 1439 wurde ein «Rheinegg» Bürger der Stadt Ravensburg. Christoph Rheineck entstammte einer seit dem 17. Jh. nachweisbaren angesehenen Bürgerfamilie in Memmingen.
Der Vater Abraham (1704–1776), ein Kupferschmied, wie auch Rheinecks Brüder Abraham d. J. und Georg Wilhelm gehörten den Stadtmusikern an, die sowohl den Kernbestand des Chorus musicus der evangelischen Hauptkirche St. Martin als auch des überwiegend (groß)bürgerlich-patrizischen Collegium musicum ausmachten. Christoph Rheineck wurde 1756 zum ersten Mal als Diskantist im Collegium musicum erwähnt. Er wurde vermutlich von Mitgliedern der Musikerfamilie Ellmer, die seit dem letzten Drittel des 17. Jh. bis zum Ende der reichsstädtischen Zeit fast ausnahmslos die Posten des Organisten und Kantors an St. Martin in Memmingen innehatte, musikalisch u. a. in Gesang und Tastenspiel ausgebildet.

### Lehr- und Wanderjahre
Mit 14 Jahren trat er als Lehrling in das angesehene Handlungshaus von Wachter und Hartlieb. Auf Empfehlung dieses Hauses konnte er 1768 als Kaufmann eine Stelle im Scherrerschen Handelshaus in St. Gallen antreten und ab 1769 in die Niederlassung dieses Hauses in Lyon wechseln, wo er u. a. Bühnenwerke Jean-Jacques Rousseaus kennenlernte. In der Folge entstanden Rheinecks französische Singspiele «Le nouveau Pygmalion» und «Le Fils reconnoissant». Damit wurde er auf einen Schlag zu einer bekannten Persönlichkeit in Lyon, man nannte ihn «le grand Rheineck». Im Jahr 1775 besuchte Rheineck Paris, wohin er in dieser Zeit auf Anregung des damaligen französischen Finanzministers Turgot übersiedeln wollte. Er sollte in dessen Ministerium eine Stelle bekommen, sich aber ganz dem Komponieren widmen.
Im Protokoll des Collegium musicum steht am 28. September 1775 der Eintrag: „Durch Herrn Christoph Reinigg, der von Lyon, wo er sich der Kauffmannschaft wiedmete zu gleichem Zweke nach Paris reisste und vorher sein Vaterland besuchte, wurde die Musik sehr lebhaft und unterhaltend gemacht. Mann kennt ihn schon von seinen jüngsten Jahren her als ein sehr glückliches musikalisches Genie. Vermöge Lust u. Lieb u. Fleiss hat er es nun so weit gebracht, dass er eigene Compositionen verfertiget. Er legte von selbigen verschiedene Sinfonien auf, worin angenehme Melodie und brillanter Styl herrschten.“ Es dürfte sich dabei um Ouvertüren handeln, die damals Sinfonien genannt wurden.
Rheineck reiste 1776 wieder nach Paris. Turgots Amtsverlust verhinderte jedoch seine Pläne.

### Rückkehr nach Memmingen
Stattdessen kehrte Rheineck nach Memmingen zurück. Auf der Rückreise begann er einen Gemäldehandel und legte damit den Grundstock zu seiner späteren Gemäldesammlung in Memmingen. Am 15. Juli 1776 heiratete er Maria Hermann, die aus einer der angesehensten Familien der Stadt stammte. Zu seiner Hochzeitsfeier komponierte sich Rheineck selbst eine Hochzeitskantate, die Christian Friedrich Daniel Schubart dirigierte. Die Kantate ist nirgends mehr zu finden. Im selben Jahr nahm ihn das Collegium musicum als Mitglied auf. Etwas mehr als ein Jahr nach seiner Rückkehr nach Memmingen wurde er schon als Assessor in den „grossen Stadtrat“ gewählt.
Er erwarb in Memmingen das Gasthaus „Zum Weissen Ochsen“ an der Kramerstraße 18 (existiert heute nicht mehr, es erinnert nur noch eine Gedenktafel am Haus an ihn) und wirkte in seiner Geburtsstadt als angesehener Kaufmann und Musiker bis zu seinem Ableben. Das Gasthaus wurde unter Rheineck zum musikalischen Mittelpunkt der Stadt und der ganzen Umgebung, da dort – im Gegensatz zur geschlossenen Gesellschaft des Collegium musicum – jedermann Zugang hatte. Er verfügte über eine sehr gute Allgemeinbildung und zeichnete sich auch durch soziales Engagement aus.
1779 schuf Rheineck die Oper Rinald für den Grafen von Wolfegg. Auch mit den Fuggern in Babenhausen stand er in Kontakt. Wiederholt trat Rheineck als Klarinettist, Klavierspieler und Sänger hervor und komponierte sowohl Kirchenmusik für St. Martin als auch Lieder, Kammermusik und Konzerte für seine Aufführungen im „Weissen Ochsen“ und im Collegium musicum. Er war, entgegen bisherigen Annahmen, zu keinem Zeitpunkt „Director musices“ in Memmingen. In den Protokollbüchern des Collegium musicum ist von Rheineck als „Director musices“ nie die Rede.
Am 1. Oktober 1794 übernachtete die Familie Wynne auf ihrer Reise vom Schloss Wartegg nach Regensburg in der Wirtschaft „Zum Weissen Ochsen“. Die musikalisch hochbegabte Tochter Elisabeth schreibt: „Der Gastwirt ist ein guter Musikant. Er hat ein ausgezeichnetes Spinett, und ich habe im Sinn, morgen mit ihm etwas Musik zu machen.“ Am 2. Oktober schreibt sie: „Ich spielte Spinett mit dem Gastwirt …“
Rheineck galt in seiner Heimatstadt als „glückliches musikalisches Genie“. Er war zu seiner Zeit ein anerkannter Musiker und Komponist, insbesondere seine Lieder erfreuten sich großer Beliebtheit. Schubart bezeichnete Rheineck 1776 lobend als einen der „größten musikalischen Dilettanten [sic!] in Teutschland [sic!]“.
Er starb am 29. Juli 1797 bei vollem Bewusstsein an einer Lungenentzündung. Seine Frau Maria überlebte ihn um ein Jahr.
Seine Enkelin Karoline Rheineck war von 1854 bis zu ihrem Tod 1855 erste Vorsteherin der neu gegründeten Diakonissenanstalt Neuendettelsau.

### Rheineck und Mozart
Im «Weissen Ochsen» verkehrte eine illustre Gästeschar. So weilte für gewöhnlich alle Vierteljahre der Malteserritter Graf von Thurn aus Regensburg hier. Auch Muzio Clementi ist auf einer Konzertreise bei ihm eingekehrt. Im Oktober 1786 traf der Schauspieldirektor und Librettist der Oper Die Zauberflöte von Mozart, Emanuel Schikaneder, mit seiner Truppe in Memmingen ein und besuchte Christoph Rheineck. Durch ihn solle das Vogelfängerlied, Rheinecks Bearbeitung von Schubarts Lied eines Vogelstellers aus dem Jahre 1782, in Mozarts Zauberflöte Eingang gefunden haben. Andrerseits könnten über Schikaneder die Spatzen aus dem Sanctus von Mozarts Spatzenmesse zu Rheineck gekommen sein, der sie in der Missa solemnis im Gloria erklingen lässt.

## Die Missa solemnis

### Beschreibung
Die Missa solemnis umfasst 14 Teile, die den inhaltlichen, textlichen Aussagen entsprechend, sehr unterschiedlich gestaltet sind.
Treten im klagenden Kyrie eleison (= „Herr erbarme dich“‚ ohne „Christe eleison“) in dunklem c-Moll immer wieder die Gesangssolisten aus dem gesamten Chor heraus, so jubelt im anschließenden Gloria (strahlendes C-Dur mit Trompeten und Pauken) ausschließlich der ganze Chor gemeinsam. Interessant sind die tonmalerischen kurzen Vorschläge in den ersten Violinen, die an das Allegro des „Sanctus“ in W. A. Mozarts „Spatzenmesse“ erinnern. Der Salzburger Meister schrieb diese Komposition 1 Jahr vor der Entstehung dieser Messe von Rheineck. Hat dabei Emanuel Schikaneder (Textdichter der „Zauberflöte“) anlässlich eines Besuches bei Rheineck in Memmingen als „musikalischer Postbote“ gedient? Im folgenden Qui tollis assistiert der Chor dezent dem kantablen Gesang des Solo-Soprans. Das rasche Quoniam tu solus sanctus fordert die Solostimme in manchen Abschnitten zu virtuosen Koloraturen, während im Gegensatz dazu volksliedartige schlichte Partien im Solistenquartett erklingen. Der Chor vereinigt sich dazwischen „mit dem heiligen Geiste“ („cum sancto spiritu“) unisono. Bevor knapp vor Satzende die Sopranistin das Anfangsthema nochmals aufgreift, zitiert der Komponist thematisches Material aus dem Gloria („Amen“). Schlicht und einfach in Melodie und Harmonie schließt das Credo an – allerdings mit großer Orchesterbesetzung. Erstmals treten auch die Altistin und der Bassist mit längeren Solopartien hervor. In den l. Violinen erscheinen Motive aus dem Kyrie. Das Et incarnatus est („er ist Fleisch geworden“) lässt nach einer kurzen Einleitung des Chores den Solotenor zu einer inspirierenden großen Arie aufblühen („de Spiritu Sancto“) bis zu einem dreimal wiederholten „Credo“ zum Abschluss. Im niedergedrückten Crucifixus – wie bei vielen traurigen Arien von Mozart auch hier in g-Moll – ist als einmaliges Soloinstrument das dunkle Fagott vorgesehen, bevor im anschließenden Et resurexit der Chor in freudigem Siegesjubel auch den strahlenden Klang der Trompeten miteinbezieht. Nach kurzen Duetten von Sopran und Alt bzw. Tenor und Bass kann man wiederum die charakteristischen Motive aus Kyrie und Credo erkennen. Im Abschnitt „et unam, sanctam, catholicam et apostolicam Ecclesiam“ („und die eine heilige katholische und apostolische Kirche“) fehlt das „catholicam“ („katholische“). Ist dies ein Hinweis auf die mehrheitlich evangelische Bevölkerung Memmingens in jener Zeit? Es folgt ein kurzes Sanctus des gesamten Chores, bevor erstmals eine polyphone (fugenartige) Vertonung, das Osanna (= „Hosanna in excelsis Deo“, der Gebetsruf „Hilf Herr im Himmel“) erscheint. Das Benedictus ist allein dem Basssolisten vorbehalten (mit Orchesterbegleitung), der dabei einen enormen Tonumfang beherrschen muss. Nach der Wiederholung des Osanna und einem schlichten Agnus Dei („Lamm Gottes“) ertönt zum Abschluss das Dona nobis pacem mit einem häufig wiederholten abwärts gerichteten Dreiklangthema.
Die Aufführungsdauer beträgt ca. 50–55 Minuten.

### Besetzung
Oboe I / II; Corni in C/Es I / II; Fagott (Solo) für Crucifixus; Trombe in C/Es I / II; Timpani in C-G / Es-B; Violine I / II; Viola; SATB Solo; SATB Chor; Basso continuo: Violoncello / Contrabasso / Fagott ad.lib.; Orgel

## Werke (Auswahl)
- Le nouveau Pygmalion, opéra comique (1774, Lyon, Partitur verschollen, Libretto vorhanden)
- Le Fils reconnoissant, opéra comique (1775, Lyon, verschollen)
- Trauungskantate (Text: Ch. F. D. Schubart, zu seiner eigenen Hochzeit 15. Juli 1776, verschollen)
- Der Todesgesang Jesu, Passionskantate (Text: Christoph Städele, 1778, Musik verschollen, Libretto vorhanden)
- Rinald, Singspiel (Text: Christoph Städele zur Vermählung des Grafen Wolfegg, 12. Sept. 1779)
- Missa solemnis in c-Moll, entstand (vermutlich) zwischen 1776 und 1780
- 6 Trios für Violine, Violoncello und Klavier (1775/76, verschollen)
- 3 Konzerte für Cembalo und Orchester (in B, C, Es, 1779–1783)
- Lieder mit Clavier Melodien: 6 Sammlungen Lieder (erschienen 1780–1792)
- Fünfzig und sechs neue Melodien zu der zwoten vermehrten Ausgabe Schelhorns geistl. Liedersammlung (1780)
- Machet die Tore weit (Kantate zum 4. Adventssonntag, 1784, verschollen)
- Sinfonia a Due Violini, Due Oboe, Due Corni, Viola e Violone (1787, entdeckt 2018 im Domarchiv Feldkirch (A))[2]
- Trauer-Musik (Kantate, verschollen, wurde am 27. Dezember 1797 im Collegium Musicum zur Ehre des Verstorbenen H. Assess. Christ. Reinegg aufgeführt)
- etliche weitere Lieder und andere Werke in gemischten Sammlungen